# سیارک ۱۲۸۰
سیارک ۱۲۸۰ (به انگلیسی: 1280 Baillauda، نامگذاری:1933QB) هزار و دویست و هشتادمین سیارک کشف شده‌است که در ۱۸ اوت ۱۹۳۳ کشف شد.
قدر مطلق سیارک برابر ۱۰٫۳۳ است.